# Герб Есеновичского сельского поселения
Герб муниципального образования Есеновичское сельское поселение Вышневолоцкого района Тверской области Российской Федерации — опознавательно-правовой знак, служащий официальным символом муниципального образования.
Герб утверждён Решением Совета депутатов Есеновичского сельского поселения № 30 от 26 сентября 2006 года.
Герб внесён в Государственный геральдический регистр Российской Федерации под регистрационным номером 3032.

## Описание герба
«В лазоревом поле, на зелёном трёхгорье, широко окаймлённом золотом и обременённом равноконечным золотым крестом, золотой ясень. Щит увенчан муниципальной короной установленного образца».

## Обоснование символики
Полугласный герб. Историческое название Есеновичей — Спас-Есеновичи, получившие своё имя по дереву ясень. Трёхгорье — символ высшей точки Валдайской возвышенности.
 Голубой цвет — символ красоты и благородства.
Зелёный цвет — символ лесов и чистоты.